# KZ-Außenlager Laagberg

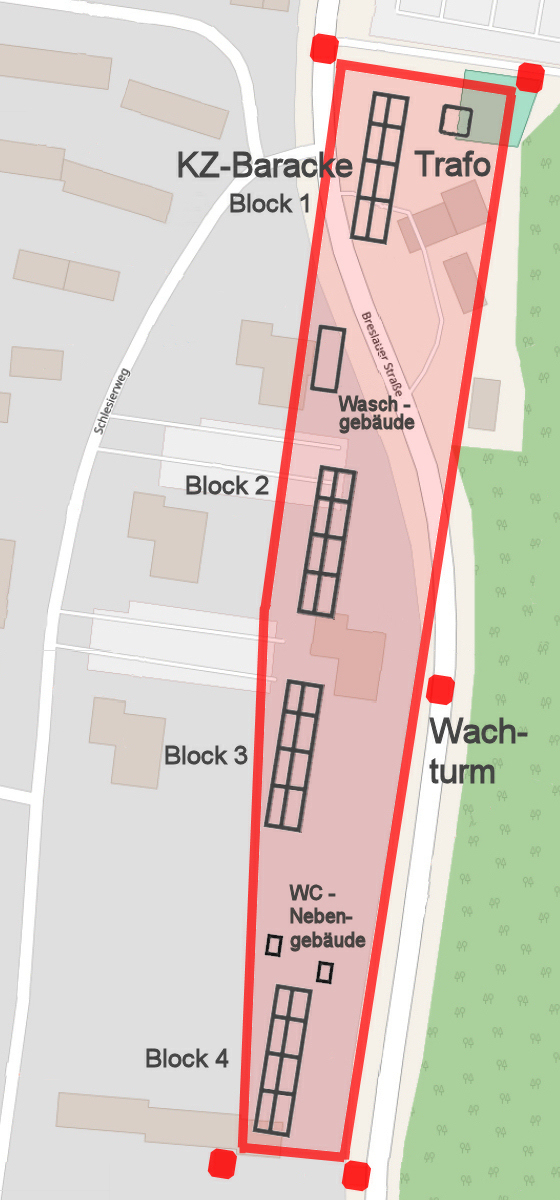
Rekonstruktionsskizze des KZ-Außenlagers Laagberg über heutigem Gebäude- und Straßenbestand

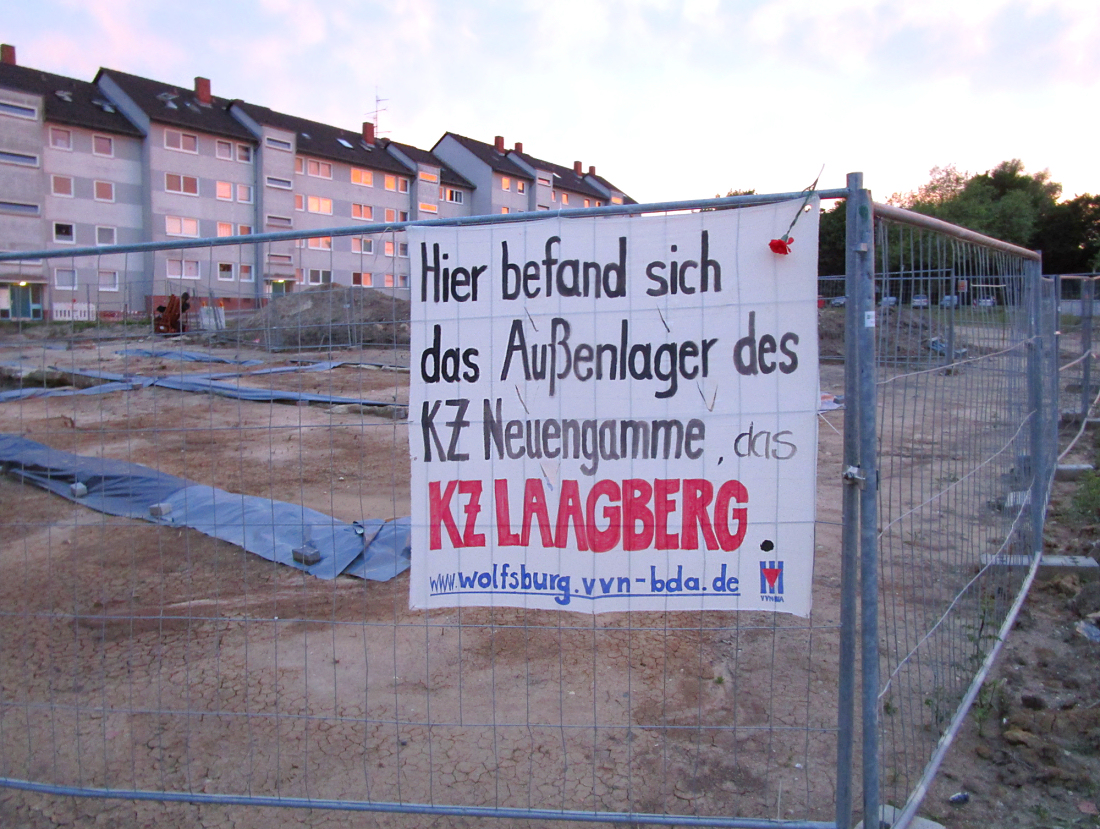
Fundstelle mit abgedeckten Fundamentresten einer KZ-Baracke und Plakat der VVN-BdA

Das KZ-Außenlager Laagberg war ein 1944 eingerichtetes Außenlager des Konzentrationslagers Neuengamme im heutigen Stadtteil Laagberg der Stadt Wolfsburg in Niedersachsen. Laut schriftlichen Aufzeichnungen der SS führte sie das Lager unter der Bezeichnung Fallersleben nach dem etwa 2 km westlich liegenden Ort Fallersleben. Es wurde ab dem 31. Mai 1944 im Auftrag der Volkswagenwerk GmbH mit rund 800 männlichen KZ-Häftlingen belegt, deren Hauptaufgabe darin bestand, in Form von Zwangsarbeit Bautätigkeiten für Volkswagen auszuführen. Beim Heranrücken von US-amerikanischen Truppen wurde das Außenlager am 7. oder 8. April 1945 aufgelöst.
Im Jahr 2017 traten auf dem früheren Areal des KZ-Außenlagers bei Bodenarbeiten zur Errichtung eines Einkaufszentrums Fundamentreste einer KZ-Baracke zutage. Nach einer archäologischen Untersuchung werden sie an eine andere Stelle im einstigen KZ-Lagerbereich transloziert, wo sie zum Hauptexponat eines geplanten Gedenk- und Lernortes werden sollen.

## Vorgeschichte
Vorläufer des KZ-Außenlagers Laagberg war das im April 1942 auf dem Gelände des Volkswagenwerks errichtete KZ Arbeitsdorf. Es nahm ca. 800 Häftlinge auf und existierte bis Oktober 1942. Später griff die VW-GmbH erneut auf KZ-Häftlinge als Arbeitskräfte zurück, als es Ende Mai 1944 in der damaligen „Stadt des KdF-Wagens bei Fallersleben“, dem späteren Wolfsburg, zur Einrichtung von KZ-Außenlagern kam. Dies waren das KZ-Außenlager Laagberg und das Männer- sowie Frauenkommando in Halle 1 des Volkswagenwerks. Insgesamt leisteten während des Zweiten Weltkrieges schätzungsweise 5000 KZ-Häftlinge Zwangsarbeit für Volkswagen.
Auf der Anhöhe Laagberg, die etwa drei Kilometer südwestlich vom Volkswagenwerk liegt, gab es seit 1940 Planungen für den Bau des Laagberglagers als Barackenstadt. Es sollte ursprünglich im Fall kriegszerstörter Wohnungen als Ausweichlager für Bewohner der Stadt dienen. Späteren Plänen zufolge war das Laagberglager für 20.000 Beschäftigte des VW-Werks vorgesehen, welche die VW-GmbH hoffte zugeteilt zu bekommen für die Serienfertigung der Fi 103 („Vergeltungswaffe“, „V1“). Der erste Bauabschnitt wurde unter Zuhilfenahme von italienischen Militärinternierten und Ostarbeitern unter der Leitung der Deutschen Bau AG mit Sitz in Berlin, die wie auch die VW-GmbH im Besitz der Deutschen Arbeitsfront (DAF) war, fertiggestellt. Die projektierte Aufnahmekapazität des Laagberglagers wurde wegen der im Kriegsverlauf zunehmenden Materialengpässe auf 6000 Zwangsarbeiter mit rund 40 Wohnbaracken und Nebengebäuden reduziert.

## Außenlager Laagberg

### Belegung
Im Nordostteil des Laagberglagers entstand ab April 1944 in einem abgetrennten Bereich das KZ-Außenlager Laagberg, das ab dem 31. Mai 1944 mit 756, nach anderen Angaben 800 männlichen Deportierten aus dem KZ Neuengamme belegt wurde. Die Häftlinge wurden in Güterwaggons transportiert und stammten aus Frankreich (etwa 350), den Niederlanden (rund 150), der Sowjetunion, Polen (rund 150), und Spanien (knapp 100). Die Angaben zu den jeweiligen Nationalitäten sind widersprüchlich, da Häftlingslisten nicht existieren. Die französischen Häftlinge gehörten zum großen Teil der Résistance an, niederländische kamen aus dem KZ Herzogenbusch und spanische waren in Frankreich verhaftete Anhänger der Spanischen Republik.

### Bauten

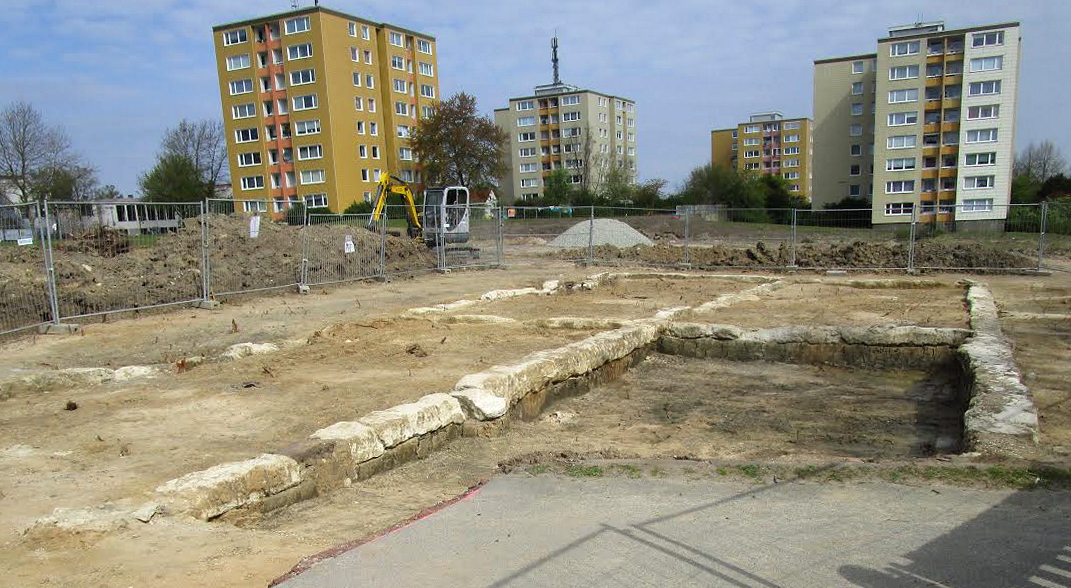
Freigelegte Fundamente von Block 4 („Sanitätsstation“) des KZ-Außenlagers Laagberg, sichtbar sind vier frühere Räume (2017)

Das KZ-Außenlager breitete sich als langgestrecktes Rechteck nahezu in Nord-Süd-Richtung in einem etwa 400 Meter langen und rund 80 Meter breiten Streifen westlich des Stadtwaldes aus. Der Lagerbereich war von einem etwa zwei Meter hohen mit Strahlern und Stacheldraht ausgestattetem Elektrozaun umgeben. Der Zaun war von fünf, später sechs Wachtürmen gesichert. Sie hatten eine Höhe von sechs Meter und waren mit Maschinengewehren sowie Suchscheinwerfern ausgestattet. Zum Zeitpunkt seiner Belegung bestand das Außenlager aus vier noch unfertigen KZ-Baracken mit den Ausmaßen von etwa 50 × 10 Meter. Ein besonderes Merkmal dieses Außenlagers war, dass es nicht aus den sonst üblichen Holzbaracken bestand, sondern aus flachen Baracken in Massivbauweise aus Backsteinen mit Betonboden. Jede Wohnbaracke verfügte über acht Räume und konnte rund 220 Personen aufnehmen. Die Räume hatten eine Grundfläche von 4,4 m × 12 m, wiesen 14 Doppelstockbetten auf und waren mit je 24 bis 28 Männern belegt. Zum KZ-Außenlager gehörten drei kleine Nebengebäude in Form einer Waschbaracke, einer Abortanlage und einem Küchengebäude. Außerdem stand auf dem Gelände ein Transformator für den Elektrozaun. Es gab gegenüber dem Lagereingang einen Appellplatz mit einem Galgen.
Westlich des Außenlagers, außerhalb der Umzäunung, standen Bauwerke der Lagerverwaltung, der Lagerküche und der SS-Wache.

### Häftlingssituation
Zur Häftlingssituation im KZ-Außenlager Laagberg existieren außergewöhnlich viele Nachweise. Es gibt über 100 Aussagen ehemaliger Lagerinsassen aus einem 1946 eingeleiteten Ermittlungsverfahren gegen den stellvertretenden Lagerleiter Anton Callesen. Zudem schrieb der als Mitglied der Resistance Anfang Mai 1944 verhaftete französische Künstler Roger Monroy eine Lagerchronik im KZ-Außenlager Laagberg. Auch der Geistliche Jacques Boca legte hier ein geheimes Tagebuch an.
Im KZ-Außenlager hatten etwa 18 deutsche Funktionshäftlinge Aufgaben in der Häftlingsbeaufsichtigung auszuführen. Wenzel Dyba, ein deutscher Sozialdemokrat, fungierte als Lagerältester; unter den meist deutschen oder polnischen Kapos war der wegen Mordes an seiner Freundin verurteilte SS-Mann Semisch besonders gefürchtet.
Brutalität und Antreiben zur Arbeit vonseiten der Wachmänner und Funktionshäftlinge waren üblich, auch wenn keine besondere Dringlichkeit bei den Baueinsätzen bestand. Es herrschte die in Konzentrationslagern allgemein übliche Mangelernährung. Die Baracken waren selten und schlecht beheizt, wenn überhaupt Brennmaterial zur Verfügung stand. Es fehlte an ausreichend warmer Kleidung, das Schuhwerk der KZ-Zwangsarbeiter war oft marode. Aufgrund dieser Bedingungen kam es bis Märzende 1945 zu etwa 50 Todesfällen und einigen Rücktransporten ins KZ-Neugamme.
Lagerkommandant Johannes Pump und sein Stellvertreter Anton Callesen zielten mit ihrer schikanösen Gefangenenbehandlung auf die psychische Brechung jeglicher Widersetzlichkeit und individuellen Identität ab. Berüchtigt wurden Callesens pedantische Sauberkeits- und Ordnungsrituale, die ihm als Vorwand für Misshandlungen gereichten. Er wurde von den KZ-Häftlingen „Saukerl“ (Peau de vache) betitelt. Um nicht von ihm überrascht zu werden, entwickelten sie untereinander so etwas wie ein Warnsystem.
Ein ehemaliger Häftling zu einer Situation im KZ-Außenlager:
„Ich kam im Mai 1944 mit einem Transport von zirka 700 Häftlingen vom Lager Neuengamme in das Außenkommando Fallersleben bei Braunschweig. Hier lernte ich im Juni den damaligen Rottenführer und späteren Unterscharführer Anton Callesen in seiner Eigenschaft als Rapportführer kennen. Callesen war […] ein Mensch mit sadistischen Neigungen […]. Ich war Augenzeuge folgenden Vorfalls: Ungefähr im Februar 1945, es war ein kalter, schneeiger Tag und ich arbeitete mit mehreren Kameraden beim Rohrelegen zur Kanalisierung (Entwässerung), nachmittags um 3 Uhr, als wir fürchterliches Schreien aus einem Bau, der zirka zehn Meter von meiner Arbeitsstelle entfernt lag, hörten. Ich sowohl wie meine Arbeitskameraden wussten, dass der Rapportführer Callesen in diesem Bau inspizierte. Nachdem Callesen den Bau verlassen hatte, begab ich mich in den Bau, um bei Kameraden zu erkunden, was hier los gewesen wäre. Der Kamerad Walter Hübscher […] teilte mir mit, dass ein französischer Kamerad Callesen deswegen aufgefallen war, weil er zum Schutz gegen die Kälte (unser Transport hat in Sommerkleidung (gestreiftes Drillichzeug) ohne Pullover, Mäntel, Strümpfe das Lager Neuengamme verlassen und hatte bis dato keine Winterkleidung bekommen) eine leere Zementtüte um den Oberkörper gewickelt, da er stark erkältet war und sich vor weiterer Krankheit schützen wollte. Wegen dieser Sache hat ihn Callesen mit einem Krückstock […] dermaßen auf Gesäß und Rücken und obere Körperteile geschlagen, dass er das Bewusstsein verlor und sich nicht mehr erheben konnte. […] Es war den Häftlingen allgemein bekannt, dass die Strümpfe, die für die Häftlinge zur Verfügung gestellt wurden, seitens der Lagerführung, also seitens SS-Hauptscharführe Johannes Pump und seitens Rapportführer SS-Unterscharführer Anton Callesen, verschoben worden sind. […] Sobald er [Callesen] im Lager oder auf der Baustelle erschien, war es seine Spezialität, Suche nach solchen Opfern zu machen, die sich wie dargestellt gegen Krankheit zu schützen versuchten.“
Aussage von Rudolf Gahde am 28. Juli 1947 für die Vereinigung der Verfolgten des Naziregimes (VVN). (BA (Berlin))
Die Häftlinge mussten körperlich schwere Ausschachtungs- und Bautätigkeiten ausführen, sofern sie nicht auf dem VW-Werksgelände zu Trümmerwegräumung und Verladearbeit genötigt wurden. Ständiges Antreiben zur Arbeit änderte nichts an der Tatsache, dass sie die Baumaßnahmen wegen ihres verheerenden gesundheitlichen Zustandes, der nachlässigen Organisation und der Materialengpässe nur in sehr begrenztem Maße voranbringen konnten. Eine produktive Leistung blieb die Ausnahme. Die Häftlingsarbeit erfolgte unter Bewachung durch die SS, „Kapos“ und Vorarbeiter in Verbindung mit Schlägen und Gebrüll. Besonders brutal wurden schwache und ungeschickte KZ-Häftlinge drangsaliert. Ein Baufortschritt war dabei oft Nebensache.
Die Situation der Zwangsarbeiter in der Stadt des Kdf-Wagens entsprach allgemein der NS-Rassenideologie: Je „minderwertiger“ die Gefangenen angesehen wurden, umso schlechter wurden sie behandelt. Das Menschenleben der unter SS-Bewachung stehenden Häftlinge, wie im KZ-Außenlager Laagberg, galt meist am wenigsten. Ihr Tod als „Vernichtung durch Arbeit“ war einkalkuliert. Die Leichen von verstorbenen KZ-Häftlingen wurden in primitivster Form unmittelbar neben der städtischen Müllkippe massengrabähnlich verscharrt. Geschwächte oder kranke Häftlinge wurden oft ins KZ-Stammlager zurückgebracht und gegen „frisches Menschenmaterial“ ausgetauscht. Der Galgen auf dem Appellplatz wurde nicht eingesetzt, mit Exekution zu bestrafende Häftlinge wurden ebenfalls ins Stammlager Neuengamme zurücktransportiert. Schon von Anfang an kam es aber auf dem Laagberg zu teilweise spektakelhaft ausgeführten Totschlägen an Internierten. Auf dem Appellplatz wurden oft KZ-Häftlinge mit Strafstehen gefoltert.
KZ-Personal und Häftlinge waren gegen Kriegsende über die Kriegslage direkt oder indirekt informiert und rechneten mit einer kriegsbedingten Auflösung des Lagers. Am 19. März 1945 wurde die Prügelbestrafung abgeschafft und die KZ-Insassen durften ihren Nationalitäten entsprechende Rot Kreuz Verantwortliche wählen. Es wurde aber weiterhin streng bestraft: Von Zigarettenentzug, bis hin zu zweitägiger Zellenhaft mit Nahrungsentzug.

### Lebensbedingungen
Bei der Ankunft der Deportierten wurden ihnen alle persönlichen Dinge abgenommen und die Haare kurz geschnitten. Sie wurden mit einem dünnen blau-weiß gestreiften Baumwoll- oder Viskoseanzug ausgestattet. Darauf war ein rotes Dreieck (für „Politischer“) mit einer Buchstabenkombination der jeweiligen Nationalität angebracht. Anfangs wurde die Häftlingskleidung alle ein bis zwei Wochen gewaschen, später nicht mehr. Im Oktober 1944 wurde diese durch Winterkleidung ergänzt. Diese Kleidung, aus dem Winterhilfswerk stammend, war ungenügend, die Internierten litten bei feuchter und bei kalter Witterung. Viele trugen dieselbe Garnitur bis zur Lagerauflösung.
Zur Nutzung der Betten waren dünne Strohsäcke vorgesehen und Zudecken aus Ersatzleinwand. Erst Strohschmuggel von den Baustellen sorgte dafür, dass Anfang 1945 jeder Deportierte einen Strohsack hatte.
Bis Juli 1944 gab es kein fließendes Wasser, sodass die Internierten unter Durst und unter den sanitären Verhältnissen litten. Nachdem sie selbst das KZ-Außenlager an das Wasser- und Abwassernetz angeschlossen hatten, gab es zunächst nur einen Wasserhahn zur gemeinschaftlichen Nutzung. Ab September 1944 standen Toilettengebäude und Duschen zur Verfügung, wobei die Duschen auch für Folterzwecke verwendet wurden. Nach der katastrophalen Anfangszeit waren die sanitären Voraussetzungen vergleichsweise gut.
Innerhalb des Außenlagers gab es von Anfang an eine „Sanitätsstation“ in der Baracke 4. Sie verfügte zunächst über 24, später über rund 50 Betten. Im Winter 1944/1945 wären mindestens 200 Betten zur Versorgung aller kranken und verletzten Häftlinge notwendig gewesen. Schon im Sommer 1944 bekamen viele, in Folge der sanitären Verhältnisse und verdorbenen Nahrung, Ruhrinfektionen sowie Koliken. Die Zwangsarbeit während des Winters unter widrigen Umständen, wie Schmutz und Kälte, sowie mit ungeeignetem Schuhwerk und bei verschlechterter Nahrungsversorgung führte ab November 1944 zu ersten Hungertoten und allgemein zur Abmagerung. Die Lebensumstände verursachten oft Furunkulosen und Ödeme, so dass viele nicht mehr laufen konnten. Als Anfang 1945 Karl Werringloer Lagerkommandant wurde, erklärte er wegen des hohen Krankenstandes den gesamten Block 4 zur „Kranken- und Schonstation“, wodurch er vielen vom Tode bedrohten das Leben rettete oder zumindest ihren Tod hinauszögerte. Trotz der Maßnahme stieg 1945 die Sterblichkeitsrate kontinuierlich an. Die KZ-Insassen sprachen von einem „Lager des schleichenden Todes“.

### Arbeitsbedingungen
Die erste Aufgabe der Deportierten war die Fertigstellung der eigenen vier Unterkunftsbaracken im KZ-Außenlager. Später errichteten sie dort weitere kleine Nebengebäude. Die Hauptaufgabe war der weitere Aufbau des angrenzenden Laagberglagers mit etwa 40 projektierten Steinbaracken.
Die KZ-Häftlinge wurden für den Arbeitseinsatz außerhalb des Lagers in neun oder zehn Kolonnen eingeteilt. Acht Häftlingskolonnen hatten hauptsächlich Bautätigkeiten auszuführen. Von den nach Plan auf dem Laagberg zu errichtenden Betonbaracken mit den dazugehörigen Nebengebäuden wurden in der gesamten knapp einjährigen Bauzeit lediglich zwei Drittel begonnen, was unter anderem im Mangel an Baumaterialien und Fachleuten begründet war. Ganz fertiggestellt wurde nur SS-Lagerwachbaracke, Trafostation und Waschbaracke. Die neunte oder zehnte Häftlingskolonne aus sowjetischen Häftlingen wurde für Schmiedearbeiten bei VW eingesetzt.
Während des Sommers arbeiteten die Häftlinge 11 bis 12 Stunden täglich, im Winter – auch bei gefrorenem und schneebedecktem Boden mit ihrer unzureichenden Kleidung und marodem Schuhwerk – 9 bis 10 Stunden; sonntags stand in der Regel Lagerreinigung an. Die Entbehrungen und Quälereien des Winters brachten nur unwesentliche Baufortschritte, für die Kriegsproduktion im VW-Werk waren diese ohnehin unwichtig. VW war verantwortlich für die Zuweisung von KZ-Häftlingen zu bestimmten Aufgaben und berief deutsche Vorarbeiter zur Beaufsichtigung und Anleitung dieser, die getrennt von anderen Zwangsarbeitergruppen von VW eingesetzt wurden. Berichte über das Verhalten der deutschen Meister, Handwerker und Arbeiter sind selten, es wurde aber von Häftlingsseite über humane Behandlung und kleine Gefälligkeiten bis hin zu offenem Hass und Prügeln ausgesagt.

### Irrationale Bebauungspläne
Bei den Plänen zur Laagberg-Bebauung kam es im Verlauf des Krieges zu gravierenden Änderungen. Bestand zunächst die Bauplanung in der Schaffung eines Ausweichlagers für die Stadtbewohner, sollten es später Zwangsarbeiter-Unterkünfte für die „Wunderwaffen“-Produktion der „V1-Rakete“ werden. Diese Planungsgrundlage entfiel jedoch bevor das KZ-Außenlager Laagberg belegt wurde, da die Fertigung der „V1“ bereits im März 1944 nach Lothringen unter Tage verlagert worden war. Obwohl die Errichtung weiterer Zwangsarbeiterunterkünfte dadurch in Werksnähe wenig sinnvoll war, wurde der KZ-Häftlingseinsatz weiter fortgeführt. Er weist insgesamt irrationale Züge der Häftlingsausbeutung auf. Möglicherweise betrieb die Werksleitung der VW-GmbH den Bau des Laagberglagers wegen befürchtetem Wohnungsmangels und angenommener Produktionsausweitung für die Zeit nach dem Krieg weiter.

### Sterblichkeitsrate
Nach den in Neuengamme geführten Aufzeichnungen über Todesfälle verstarben am Laagberg zwischen Juni und Dezember 1944 fünf Häftlinge. Im ersten Quartal des Jahres 1945 gab es 23 Todesfälle. Der letzte Kriegswinter 1944/45 war ungewöhnlich kalt mit Temperaturen im Norden Deutschlands von minus 20 Grad Celsius und erhöhte die Sterblichkeitsrate. Den Angaben des SS-Hauptsturmführer und Standortarztes des KZ Neuengamme Alfred Trzebinski zufolge lebten am 25. März 1945 noch 656 Männer im KZ-Außenlager Laagberg; die übrigen rund 140 Häftlinge waren gestorben oder nach Neuengamme zurückgebracht worden.
Die Gruppe der Franzosen im KZ-Außenlager hatte die größte Anzahl an Todesfällen. Ein Faktor für die hohe Sterblichkeitsrate unter dieser Häftlingsgruppe war, dass viele von ihnen der gesellschaftlichen Mittel- und Oberschicht entstammten. Sie kannten die körperliche Überbeanspruchung durch auszehrende Arbeit und Hunger nicht. Die meisten polnischen und sowjetischen Gefangenen waren Bauern und Industriearbeiter mit Vorerfahrungen darin.

### Lagerpersonal
Lagerführer war der SS-Hauptscharführer Johannes Pump, sein Stellvertreter, gleichzeitig zuständig für den Arbeitseinsatz, war der Volksdeutsche und aus der deutschen Minderheit in Dänemark stammende SS-Unterscharführer Anton Callesen. Pump war ab Sommer 1944 Kommandoführer, zuvor war dies ein SS-Untersturmführer Janssen zu dessen Tätigkeit wenig vorliegt. Pump wurde im Januar 1945 durch den Wehrmachtsoffizier Karl Werringloer ersetzt, woraufhin für kurze Zeit eine Verbesserung der Bedingungen für die KZ-Insassen eintrat. Sein Verhalten wird als den Häftlingen gegenüber korrekt beschrieben. Unter anderem verbesserte sich die Ernährung, aber er duldete weiterhin das brutale Vorgehen von Callesen gegen die Gefangenen.
Im KZ-Außenlager Laagberg wurden fast alle gewalttätigen Übergriffe auf Häftlinge von Johannes Pump und dem sadistisch veranlagten Anton Callesen begangen. Den Funktionshäftlingen wurde, im Vergleich zu anderen Außenlagern des KZ Neuengamme, von der SS wenig Macht gegeben. Obwohl es vergleichsweise wenig direkte Gewalttätigkeiten der Funktionshäftlinge gab, stützten diese Häftlinge mit Sonderstatus das gewalttätige Vorgehen der SS.
Die SS-Offiziere kommandierten eine kleine Anzahl erfahrener SS-Männer aus dem KZ-Stammlager Neuengamme. Die SS wurden im Sommer 1944 teilweise zurückgezogen und durch ältere Wehrmachtssoldaten ersetzt; diese beschrieben die Häftlinge als ihnen gegenüber weniger feindselig.
Nach dem Krieg wurde Johannes Pump inhaftiert und 1948 wegen Zugehörigkeit zur SS zu vier Jahren Haft verurteilt. Er verstarb 1955 noch bevor ein Strafverfahren wegen seiner Verbrechen im KZ Hannover-Stöcken abgeschlossen wurde. Anton Callesen wurde nach seiner Rückkehr nach Dänemark dort wegen der Mitgliedschaft in der SS zu vier Jahren Zuchthaus verurteilt. Nach Zeugenaussagen von KZ-Häftlingen aus den Niederlanden, Frankreich und Deutschland kam es zu einem erneuten Prozess, in dem er 1950 wegen Mordes und Verbrechen gegen die Menschlichkeit in dritter Instanz zum Tode verurteilt wurde. Er sei später zu lebenslanger Haft begnadigt worden und in der Haft verstorben. Anderen Quellen zufolge wurde er 1951 freigelassen und lebte bis 1979 in Dänemark.

### Lagerauflösung
Anfang April 1945 wurde das KZ-Außenlager Laagberg geräumt, als sich von Westen US-amerikanische Truppen näherten. Sie erreichten Fallersleben am 12. April. Ein möglicher Grund der Räumung war, wie bei Auflösungen anderer Konzentrationslager bei Kriegsende, dass die SS die KZ-Häftlinge nicht als Belastungszeugen lebend in die Hände von vorrückenden Truppen der Alliierten geraten lassen wollte. Zudem hatte Anfang Februar 1945 die Reichsgruppe Industrie beschlossen, aufgrund von Forderungen deutscher Industrieller KZ-Häftlinge an die Stellen, von denen sie kamen, zurückzuführen.
Es gab Versuche, eine andere Häftlingsgruppe auf Morde auf dem Laagberg in den Räumungstagen aufmerksam zu machen. Dies richtete sich an niederländische Studenten, die außerhalb des KZ-Außenlagers Laagberg in Baracke 8 untergebracht waren. Einem der Bauleitung zugeteilten Niederländer steckten KZ-Häftlinge einen Zettel mit Kurznotizen zu:
„Samstag 7. April Abmarsch vom KZ; Sonntag 8. April Einen Toten aufgefunden; Montag 9. April Zwei Flüchtlinge erschossen; Grädicke, Adolf, Zeuge; Behrens, Transport (Vorsfelde).“

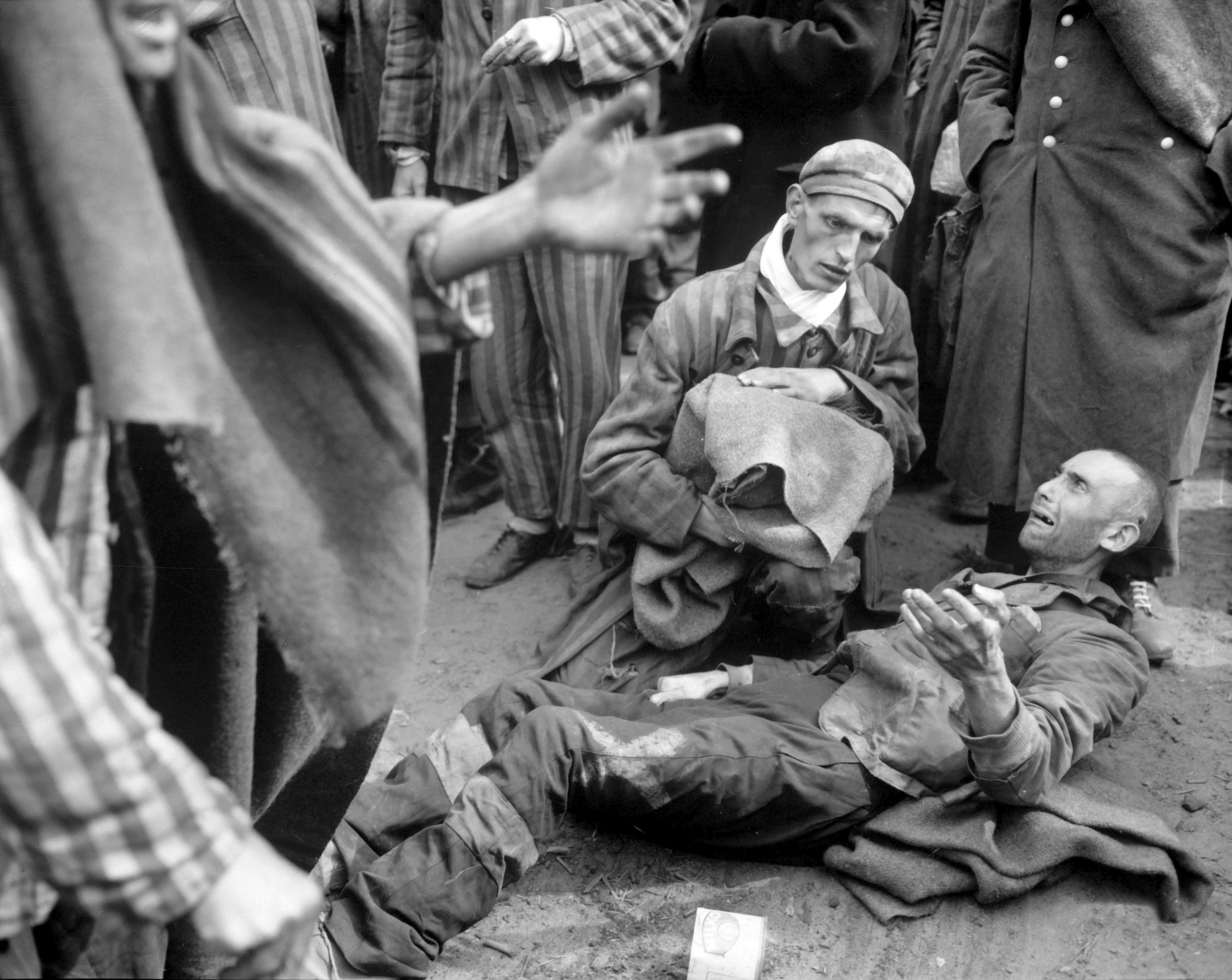
Befreiung von KZ-Häftlingen des KZ-Außenlagers Laagberg im KZ Wöbbelin, Anfang Mai 1945

Vor der Räumung hatte sich die Belegung am Laagberg durch Transporte, unter anderem aus dem KZ-Außenlager Porta Westfalica, nahezu verdoppelt und die ohnehin schlechte Versorgung der Häftlinge war zusammengebrochen. Bei der Räumung wurden Schwerkranke in LKWs verfrachtet und die anderen von der SS zum Bahnhof Fallersleben getrieben, wo man sie in Gruppen zu mehr als Hundert in Viehwaggons pferchte. Von dort aus wurden sie über mehrere Zwischenhalte mit tagelangen Wartepausen nahezu ohne Wasser und Nahrung verschleppt, wobei viele von ihnen ums Leben kamen. Nach der Ankunft des
Todestransportes am 12. April 1945 im völlig überbelegten KZ Wöbbelin starben bis zur Befreiung durch US-amerikanische Truppen am 2. Mai 1945 viele Häftlinge des KZ-Außenlagers Laagberg, darunter 27 niederländische.
Die meisten Kapos, zwei russische SS-Angehörige und 45 KZ-Häftlinge hatten bei einem Aufenthalt des
Zuges in Salzwedel die Gelegenheit genutzt, sich Zivilkleidung zu beschaffen und sich abzusetzen. Dort herrschte durch Flüchtlingsströme sowie zurückweichende Wehrmachtsteile Menschengedränge und Chaos.

## Nach 1945
Nach dem Zweiten Weltkrieg trug das Laagberglager, in dem das ehemalige KZ-Außenlager lag, die Bezeichnung „A-Lager“. Im gesamten Lagerkomplex wurden zunächst Displaced Persons und ab 1946 Heimatvertriebene untergebracht. Im einstigen Block 1 des KZ-Außenlagers befand sich bis 1962 ein Kindergarten. Die während des Krieges nicht fertiggestellten Baracken des Laagberglagers komplettierte VW zur Behebung der Wohnungsnot 1946/1947. Es gab in Wolfsburg keine moralischen Vorbehalte gegenüber einer Weiternutzung der stadtweiten Barackenlager, in denen kurz zuvor KZ-Häftlinge und Zwangsarbeiter untergebracht waren und die als „sprechendes Symbol“ an die Zwangsarbeit im Volkswagenwerk erinnerten. Die Barackenlager wurden in der kollektiven Wahrnehmung der Stadtgesellschaft hauptsächlich mit dem Elend der Nachkriegszeit und der Vertreibung der deutschen Bevölkerung aus den Ostgebieten in Verbindung gebracht.
In der sich entwickelnden Industriestadt Wolfsburg entstand aus dem früheren Barackenlager allmählich der Stadtteil Laagberg. Für ihn wurde Anfang der 1960er Jahre ein Bebauungsplan aufgestellt. Dies führte zu einer Neubebauung in den Bereichen des früheren Laagberglagers und auch des früheren KZ-Außenlagers durch mehrgeschossige Wohngebäude. Zuvor waren etwa zwischen 1962 und 1966 die Lagerbaracken abgerissen worden. Im südlichen Teilbereich des früheren KZ-Außenlagers errichtete ab 1964 die stadteigene Neuland Wohnungsgesellschaft ein Wohngebiet mit eingeschossigen Reihenhäusern; wegen seiner zerfaserten Bebauung oft „Teppichsiedlung“ genannt. Es handelte sich um 40 „Bungalows für Altbürger“, die im Jahr 2007 abgerissen wurden, wodurch eine Brachfläche entstand.

### Begräbnisstätte

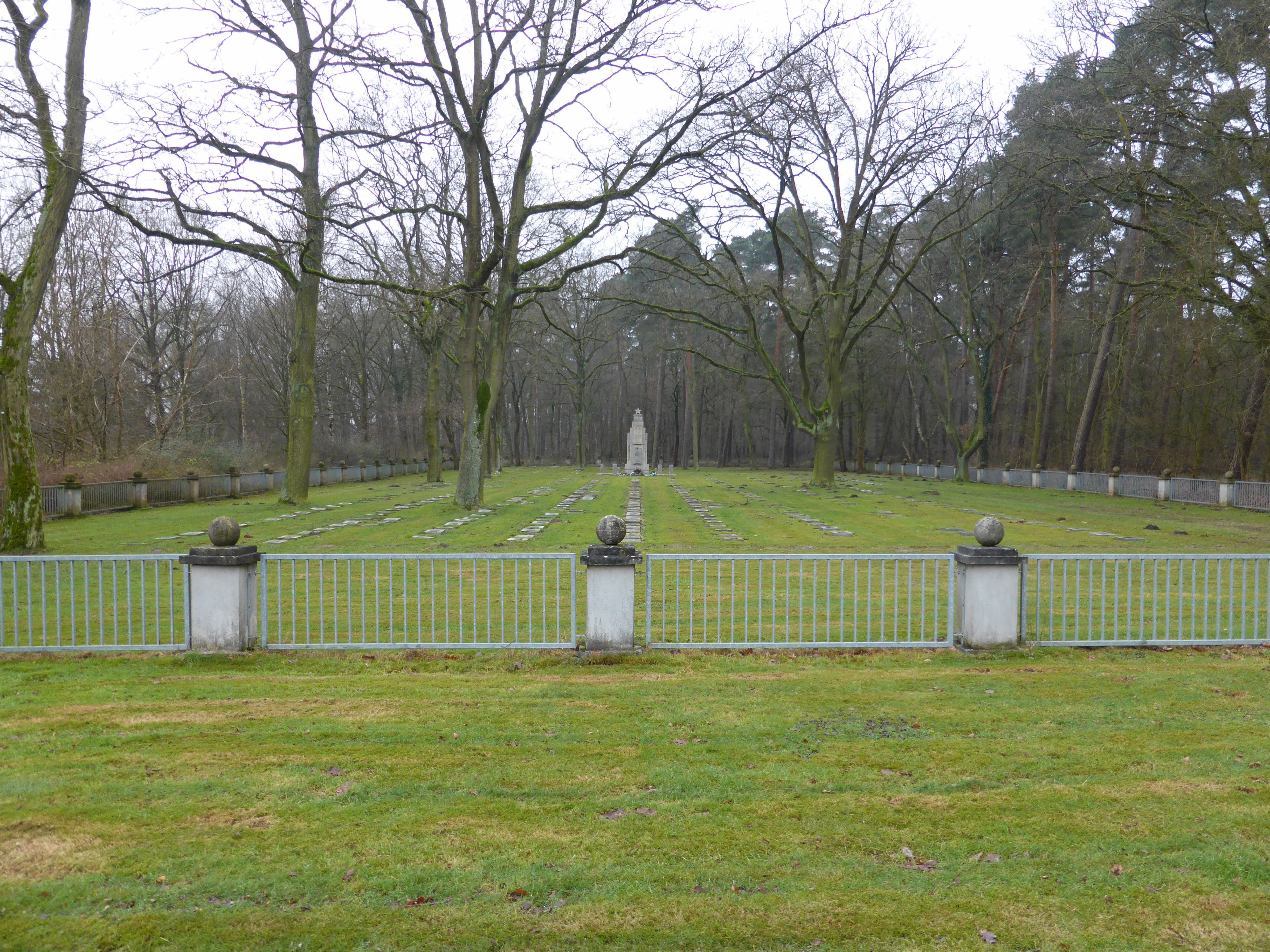
Gedenkstätte für die Opfer der nationalsozialistischen Gewaltherrschaft in Wolfsburg im Stadtteil Tiergartenbreite

Verstorbene Häftlinge des KZ-Außenlagers Laagberg wurden neben der städtischen Müllkippe massengrabähnlich verscharrt. Die Stelle liegt im Bereich der heutigen Werderstraße in der Wolfsburger Nordstadt. Dort wurde auch Verstorbene anderer Zwangsarbeitergruppen und sowjetische Kriegsgefangene beerdigt. Nach Kriegsende veranlasste die sowjetische Militäradministration die Umgestaltung der Stätte in einen Ehren-Friedhof für sowjetische Kriegsgefangene mit Grabeinfassungen und Grabsteinen. Sie errichtete 1947 ein Ehrenmal, das ausschließlich den sowjetischen Kriegsgefangenen gewidmet ist. Seine heutige Gestalt bekam der Friedhof mit fast 500 Grabstellen in den Jahren 1970 und 1971 als Gedenkstätte für die Opfer der nationalsozialistischen Gewaltherrschaft mit neuen Liegesteinen und einer Gedenktafel. Die Gedenktafel verweist in ihren Textpassagen auf die Gewaltherrschaft des NS-Regime und die Opfer, darunter KZ-Häftlinge verschiedener Nationen. Die Totenstätte war zuvor in der städtischen Öffentlichkeit weitestgehend unbeachtet und trug die im Sprachgebrauch auf die NS-Zeit zurückgehende diskriminierende Bezeichnung „Russenfriedhof“.

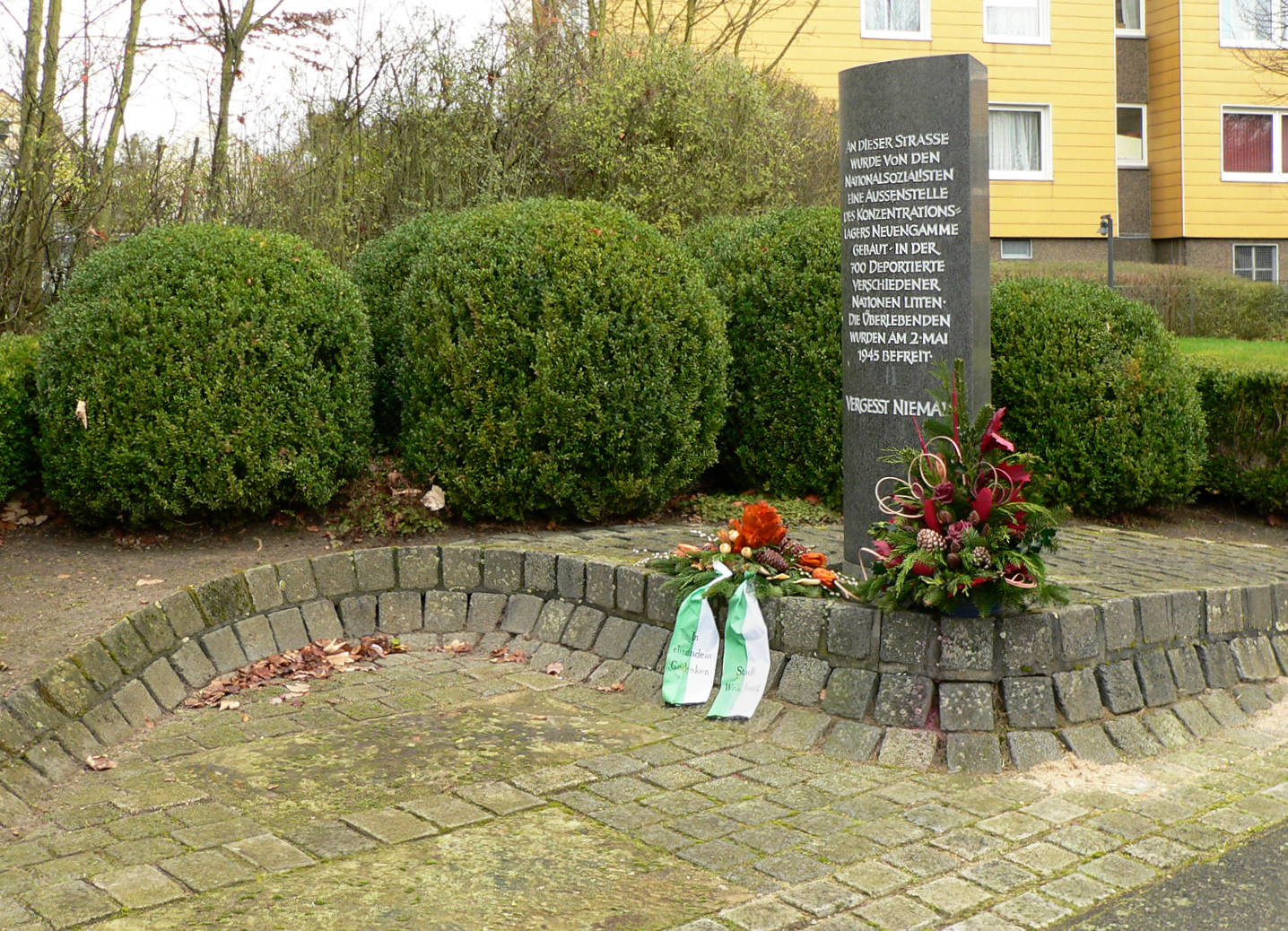
Gedenkstele an der Breslauer Straße im Wolfsburger Stadtteil Laagberg

### Gedenkort am Laagberg
Eine Erinnerung an die KZ-Häftlinge gab es am Ort des Geschehens über Jahrzehnte nicht. 1987 errichtete die Stadt Wolfsburg als Mahnmal an das „Außenlager Laagberg des KZ Neuengamme“ eine Gedenkstele. Dies geschah auf Initiative von ehemaligen französischen KZ-Häftlingen aus der Häftlingsvereinigung Amicale Internationale KZ Neuengamme. Federführend war der französische Widerstandskämpfer Maurice Gleize, der Häftling im KZ-Außenlager Laagberg war. Die Stele steht an der Breslauer Straße innerhalb des früheren Lagerbereichs. Dort kommt es seither jeweils am 8. Mai als dem „Tag der Befreiung“ im Rahmen einer Gedenkveranstaltung zu Kranzniederlegungen.

### Entdeckung und Sicherung von Bodenresten

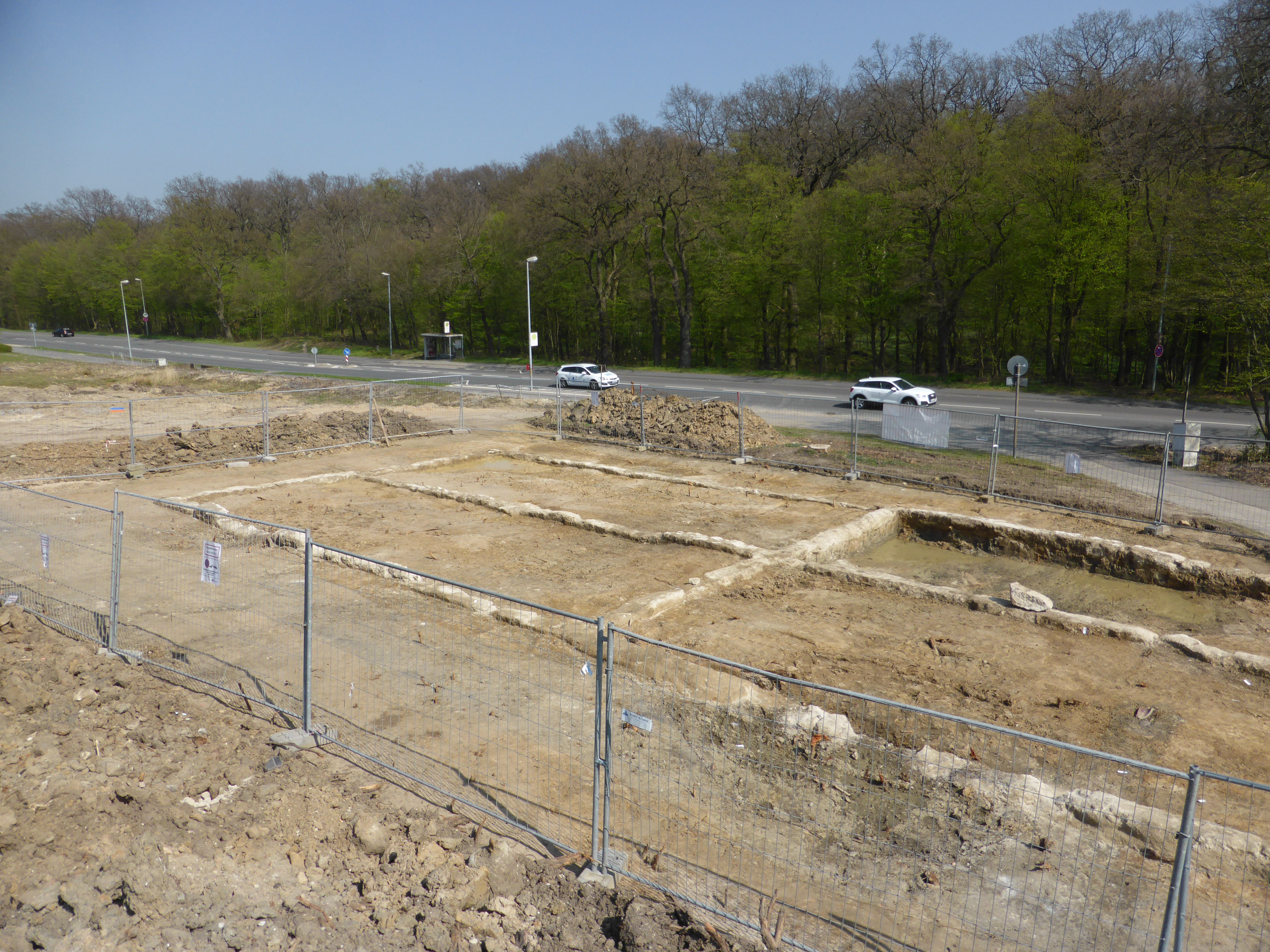
Ausgrabungsfläche mit den Fundamenten von vier Räumen von Block 4 im südlichen Lagerbereich, 2017

Im Jahr 2014 wurden Planungen der Stadt Wolfsburg bekannt, im südlichen Teilbereich des früheren KZ-Außenlagers Laagberg ein Einkaufszentrum mit weiterer Infrastruktur zu errichten. Dafür vorgesehen war eine rund 10.000 m² große Brachfläche auf der früher unter anderem auch das KZ-Außenlager Laagberg stand. Unter Einbeziehung der Unteren Denkmalschutzbehörde und des Niedersächsischen Landesamtes für Denkmalpflege erfolgten 2014 auf dem vorgesehenen Bauareal erste Bodenproben, die keinen Hinweis auf Baureste gaben. Im Januar 2016 kam es durch Sondageschnitte zu weiteren archäologischen Voruntersuchungen. Dabei fanden sich Mauer- und Fundamentverläufe zunächst unbekannter Herkunft, die nicht freigelegt wurden. Anfang 2017 stießen Bauarbeiter im Süden des früheren Lagergeländes beim Verlegen eines Fußwegs unerwartet auf etwa 40 Zentimeter mächtige Fundamente der KZ-Lagerbaracke Block 4. Die Fundamentreste und ebenso das Unterfußbodenniveau des Gebäudes hatten sich gut erhalten. Die Stadt Wolfsburg stufte die Fundstelle als Bodendenkmal im Sinne des Niedersächsischen Denkmalschutzgesetzes ein.
Im Zuge einer Rettungsgrabung vor dem Bau des geplanten Einkaufszentrums wurden ab Ende März 2017 die Baureste von einem Grabungsunternehmen archäologisch freigelegt, dokumentiert und provisorisch gegen Witterungseinflüsse gesichert. Die Ausgrabungen auf dem Fundgelände lassen sich der Neuzeitarchäologie zurechnen, zu deren Untersuchungsobjekten auch Stätten aus der Zeit des Nationalsozialismus zählen. Im Bereich des künftigen Gedenkortes, der innerhalb des früheren Lagers liegt, erfolgten Anfang 2019 weitere Ausgrabungsarbeiten, da dort Bodendenkmale aus den 1930er und 1940er Jahren vermutet werden. Nach kurzer Zeit wurden an drei Stellen bauliche Relikte freigelegt, bei denen es sich um Gebäudefundamente und Reste eines Transformatorengebäudes für den elektrischen Zaun handeln könnte.

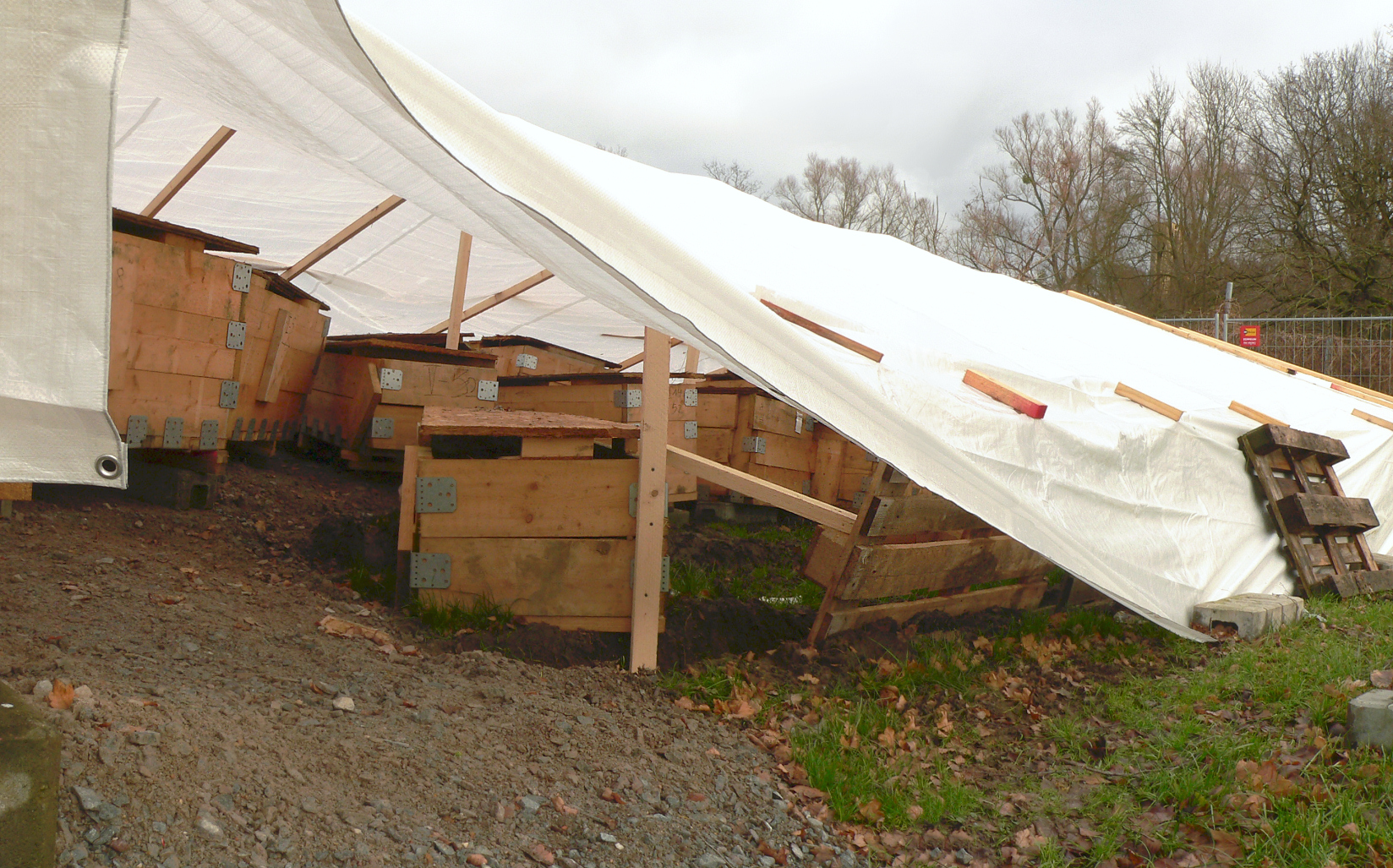
Die als Blockbergung stückweise gesicherten Fundamente des ausgegrabenen Blocks 4, 2017
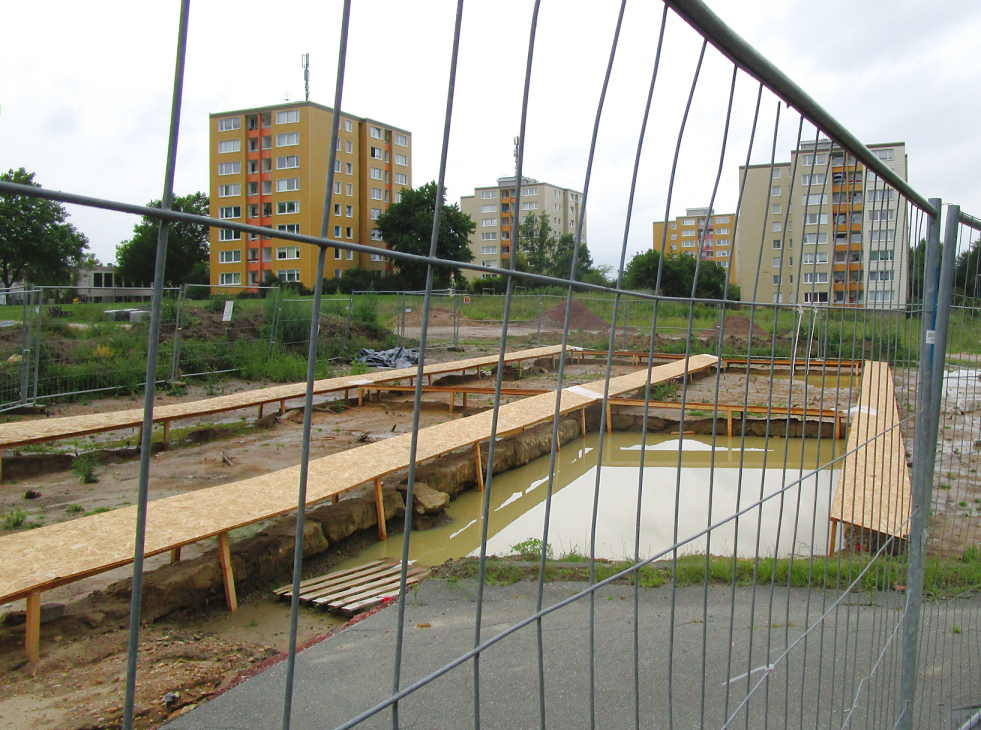
Mit Holzdächern provisorisch vor Witterung geschützte Fundamente, 2017
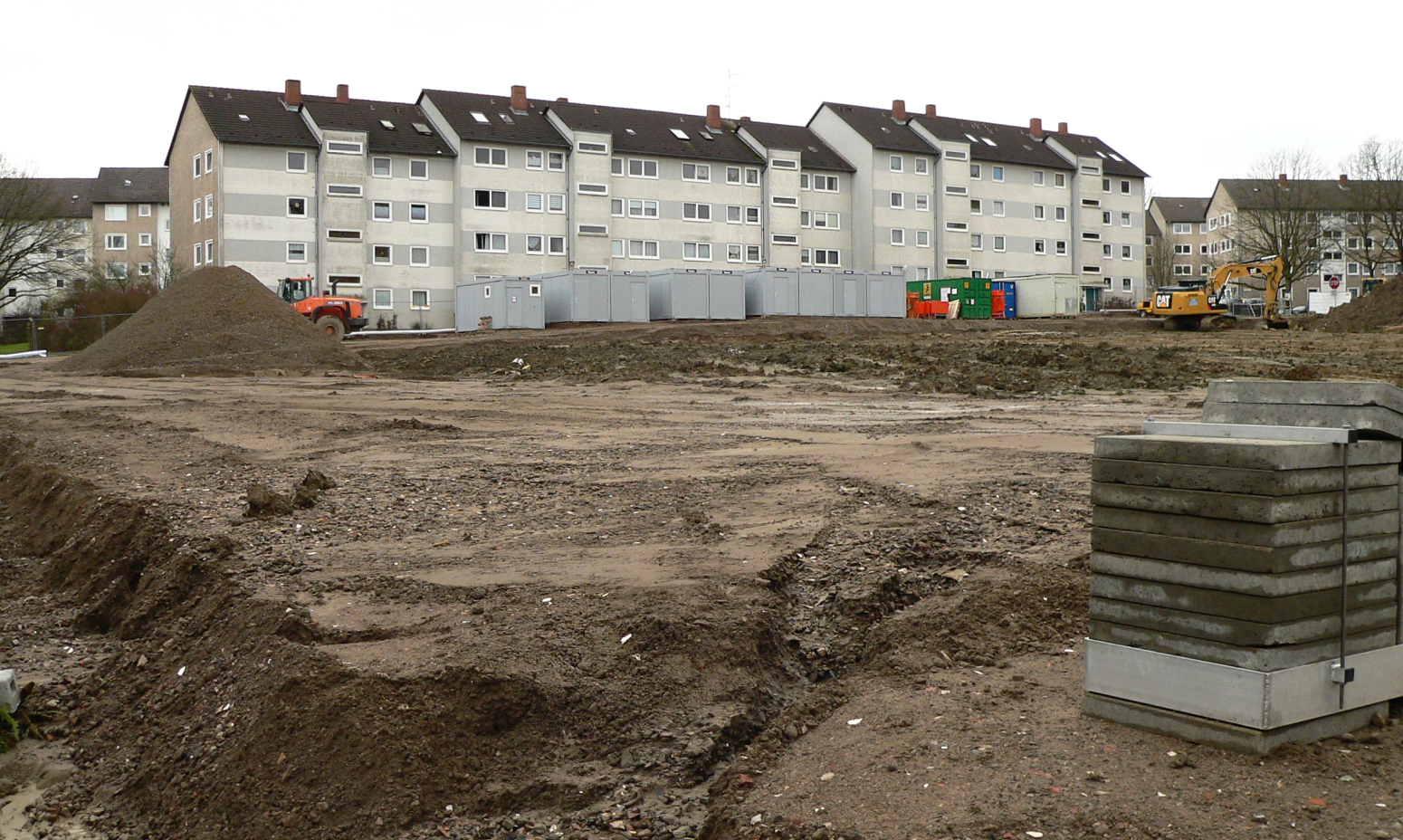
Blick von Norden auf das Gelände mit den Fundamentresten nach Beginn der Bauarbeiten für ein Einkaufszentrum, 2017
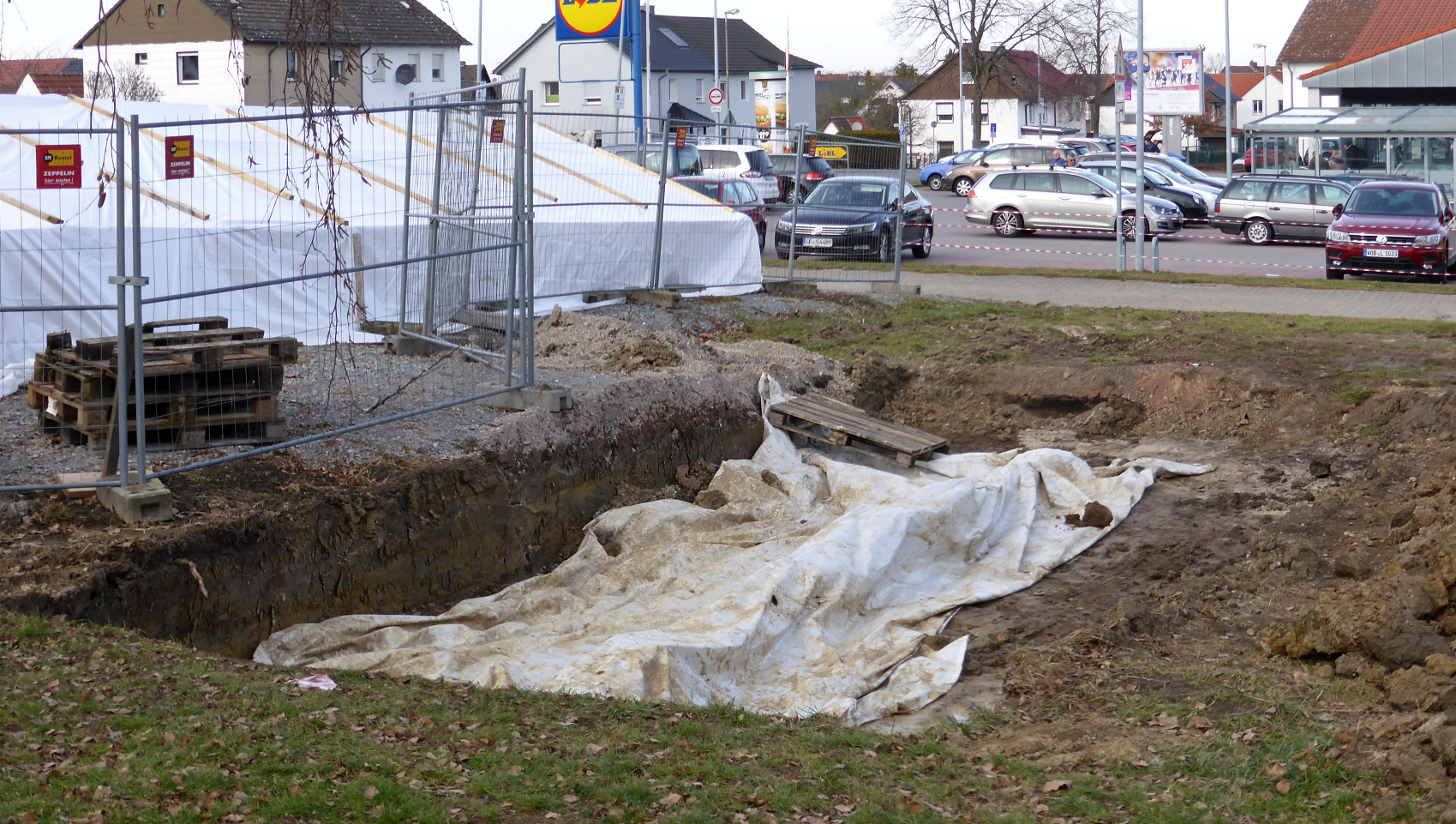
Ausgrabungsfläche mit Bodenfundamenten im nördlichen Bereich des Lagers, 2019

### Diskussion zu den Bodenresten

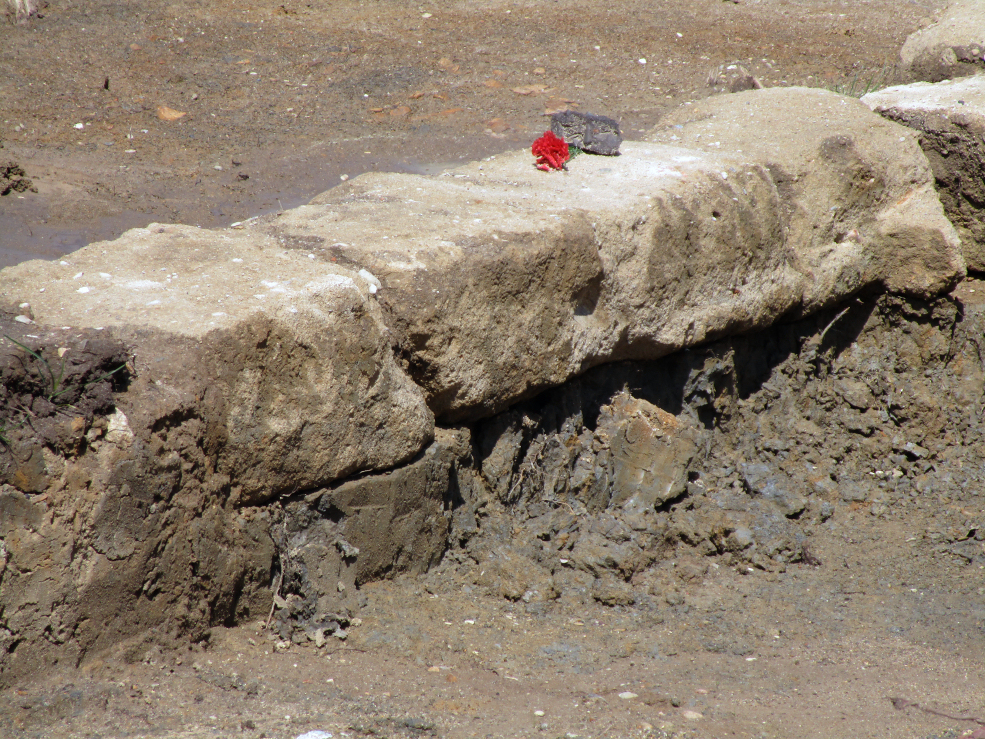
Freigelegte Fundamentsteine mit einer Nelke zum Gedenken an die Opfer, 2017

Für die Stadt Wolfsburg stellen die im Jahr 2017 freigelegten Fundamente „aufgrund ihrer unerwarteten Vollständigkeit ein herausragendes Zeugnis für die frühe Stadtgeschichte Wolfsburgs“ sowie für die „Schreckensherrschaft des Nationalsozialismus und für die problematische Stadtgeschichte“ (Lager für Displaced Persons, Wohnnutzung der Baracken) dar. Die Internationale Lagergemeinschaft des KZ Neuengamme (Amicale Internationale KZ Neuengamme) hält die Fundamente für „ein wichtiges Zeugnis der nationalsozialistischen Gewaltherrschaft in Wolfsburg“.
Eine Diskussion der Stadt Wolfsburg mit Opfer- und Interessensverbänden sowie Historikern führte zu zwei Alternativen zum Gedenken und zur Aufbereitung der archäologischen Befunde. Die Interessensverbände wollten die Fundamentreste in situ als Bodendenkmal am Fundplatz belassen und dort vollständig präsentieren. Um das geplante Einkaufszentrum realisieren zu können, schlug die Stadt Wolfsburg vor, die Fundamente an eine bebauungsfreie Stelle im Nordteil des KZ-Außenlagers zu translozieren und dort einen Gedenk- und Lernort zu errichten. In diesem Bereich befanden sich der Block 1 des KZ-Außenlager, ein Wachturm und der Transformator für den Elektrozaun. Entsprechend wurden an dieser Stelle weitere archäologische Befunde erwartet, die sich bei Ausgrabungen im Jahr 2019 auch fanden.

### Geplanter Gedenk- und Lernort am Laagberg

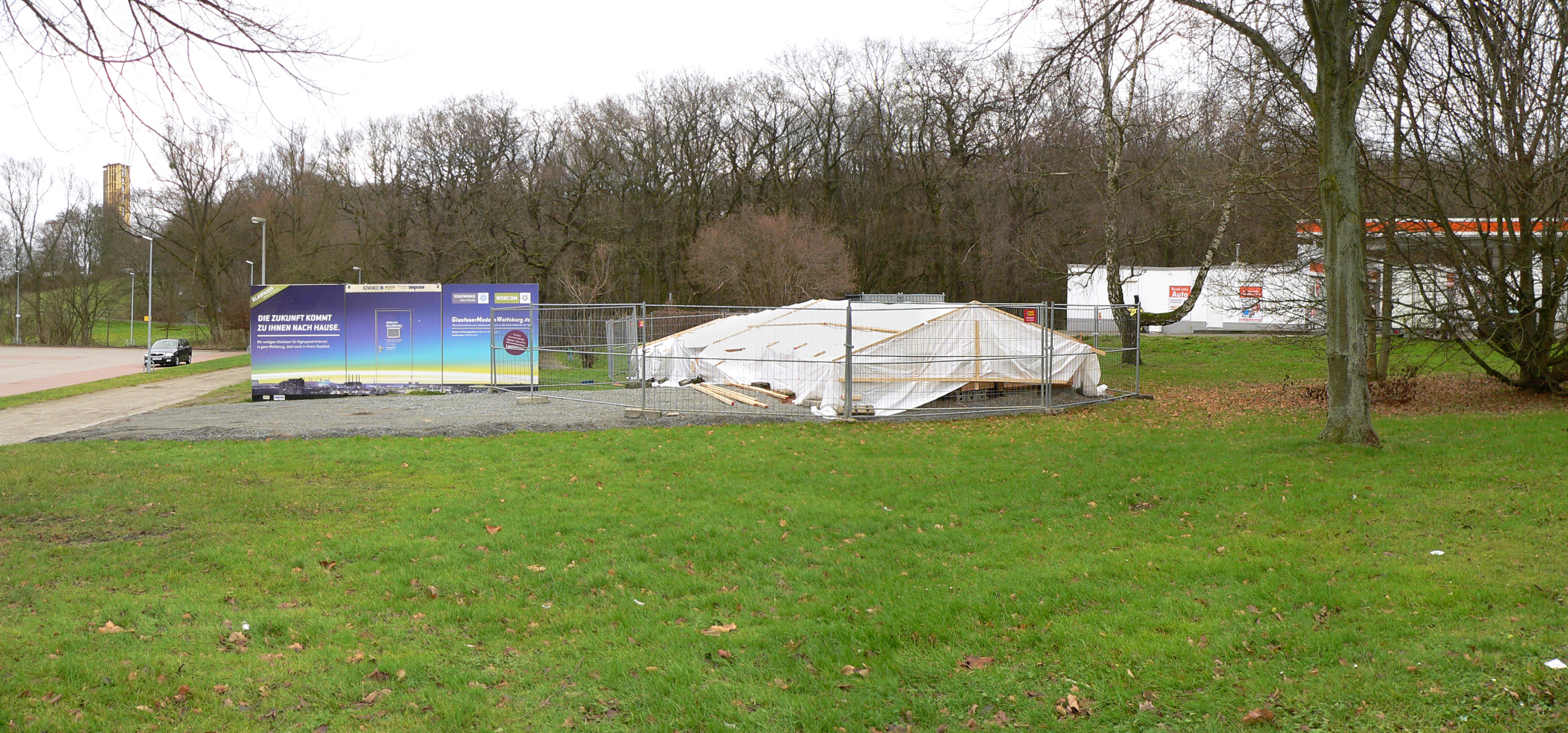
Gelände des geplanten Gedenk- und Lernortes zwischen dem Parkplatz eines Discountladens und einer Tankstelle mit den abgedeckten Fundamenten der freigelegten KZ-Baracke

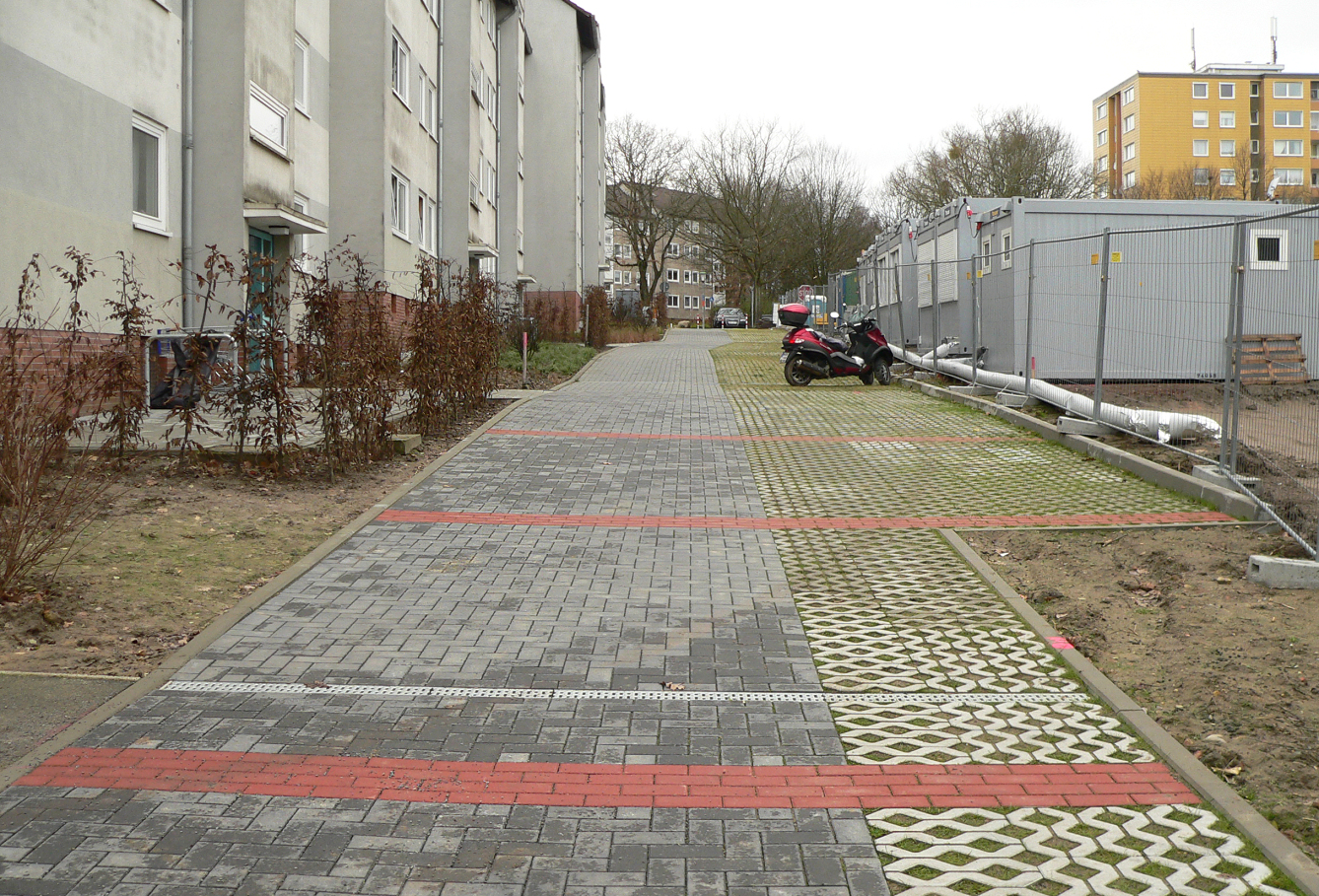
Verlauf von Fundamenten des zuvor freigelegten Blocks 4, sichtbar gemacht durch rote Pflasterung

Am 21. August 2017 entschied sich der Rat in einer Sondersitzung mit großer Mehrheit für die Verlagerung der Barackenfundamente, nachdem dazu die Sachverständigen Detlef Garbe als Leiter der KZ-Gedenkstätte Neuengamme, Michael Geschwinde als Leiter des Stützpunkts Braunschweig des Niedersächsischen Landesamtes für Denkmalpflege und Christoph Heubner als Exekutiv-Vizepräsident des Internationalen Auschwitz Komitees gehört worden waren. Laut dem Beschluss soll ein Großteil der freigelegten Fundamente geborgen, verlagert, konserviert und im Rahmen eines noch zu errichtenden Gedenkortes gezeigt werden. Für ein Verlagern sprachen auch konservatorische Gründe. Ein kleinerer Teil der Fundamentreste wird am Fundort im Boden belassen. Dies sollte sichtbar gestaltet werden, was im Oktober 2017 durch eine rote Pflasterung der Fundamentverläufe erfolgte. Mit der Ratsentscheidung wurde auch die Schaffung eines Gedenk- und Lernortes im einstigen Bereich des KZ-Außenlagers beschlossen, in deren Gestaltung die Bürger der Stadt einbezogen waren. Das Konzept des Gedenk- und Lernortes wird gemeinsam mit der KZ-Gedenkstätte Neuengamme, der Stiftung niedersächsische Gedenkstätten und der Niedersächsischen Landeszentrale für politische Bildung erarbeitet werden. Darin sollen die translozierten Fundamente zum zentralen Ausstellungsgegenstand werden. Sie sind dann kein Bodendenkmal mehr an der authentischen Fundstelle, sondern ein zeitgeschichtliches Exponat, das der Erläuterung bedarf.
Die vom Rat der Stadt Wolfsburg beschlossene Vorgehensweise unterstützte Detlef Garbe von der KZ-Gedenkstätte Neuengamme als einen vertretbaren Kompromiss. Durch die Versetzung der Fundamente büßten sie zwar einen Teil ihres historischen Quellenwertes ein, seien aber weiterhin Sachzeugnisse des KZ-Außenlagers. Der Archäologe Michael Geschwinde vom Niedersächsischen Landesamt für Denkmalpflege äußerte: „Ich bin beeindruckt vom archäologischem Befund und stehe voll hinter dem Projekt.“
Der frühere VW-Gesamtbetriebsratsvorsitzende und Niedersächsische Sozialminister a. D. Walter Hiller sagte vor dem Hintergrund der Stadtratsentscheidung vom 21. August 2017, dass ein Gedenkort auf dem Laagberg nur ein Teil eines Gesamtkonzeptes sein könne: „Eine fundierte und systematische Gesamtdarstellung der NS-Zeit, deren Wirkung und Bedeutung für die Stadt und Volkswagen immer noch fehlt, ist 72 Jahre nach dem Ende des Nationalsozialismus überfällig.“
Ende 2017 begann die Translozierung von Fundamentteilen nach vorheriger Blockbergung an ihren zukünftigen Standort. Der Gedenkort soll im Bereich der Rasenfläche innerhalb des früheren KZ-Lagergeländes zwischen dem Parkplatz eines Discountladens und einer Tankstelle entstehen. Die Kosten der Verlagerung wurden auf 30.000 Euro geschätzt.
Anfang 2018 besuchten Angehörige des Rates der Stadt Wolfsburg und Vertreter der Stadtverwaltung die KZ-Gedenkstätte Neuengamme, um Anregungen zur Gestaltung des geplanten Gedenk- und Lernortes zum KZ-Außenlager Laagberg zu erhalten.
Ende 2019 beauftragte der Rat der Stadt Wolfsburg die Verwaltung einen Planungswettbewerb für einen Gedenk- und Lernort durchzuführen. 2020 wählte eine Jury aus 15 Vorschlägen einen  Entwurf von Berliner Architekten und Landschaftsarchitekten aus. Vor der Errichtung des Bauwerks wurde 2021 an der Stelle ein Zelt mit Informationsbannern zum früheren KZ-Außenlager aufgestellt.

### Kritik an der Bebauungsplanung und am Umgang mit den Bodenresten
Der Vorsitzende der Häftlingsvereinigung Amicale Internationale KZ Neuengamme Jean-Michel Gaussot kritisierte, dass die Bebauungsplanung ohne vorherige Rücksprache mit den betroffenen Institutionen erfolgt sei. Sein Vater Jean Gaussot war Häftling im KZ-Außenlager Laagberg und im KZ Wöbbelin acht Tage vor der Befreiung durch US-amerikanische Truppen an Entkräftung verstorben. Jean-Michel Gaussot kritisierte darüber hinaus die Überbauung der Reste des KZ-Außenlagers Laagberg. Dieses Planungsvorgehen stieß ebenso wie die Translozierung bei weiteren Opfer- und Interessensverbänden auf Kritik und Widerspruch. Nach Ansicht dieser Verbände haben die kommerziellen Interessen zur Errichtung des Einkaufszentrums letztlich das Interesse am Erhalt der Fundamentreste am ursprünglichen Ort überwogen.
Unter anderem sprachen sich die Vereinigung der Verfolgten des Naziregimes – Bund der Antifaschistinnen und Antifaschisten (VVN-BdA) sowie der Wolfsburger Verein Erinnerung und Zukunft für einen Verbleib der Fundamente am Fundort aus. Laut der Politikerin Pia Zimmermann (Die Linke) sollten die Überbleibsel des KZ-Außenlagers Laagberg als „... Tatort auch nicht verlegt werden, sondern unbequem und dort sichtbar sein, wo er nun mal ist.“
Mechthild Hartung vom Wolfsburger Kreisverband der VVN-BdA merkte zudem an, dass der Bauträger für das umstrittene Projekt des Einkaufszentrums ausgerechnet die der Stadt gehörende Neuland Wohnungsgesellschaft sei. Die Gesellschaft wurde 1938 gegründet und war damals Teil der nationalsozialistisch ausgerichteten Deutschen Arbeitsfront (DAF). Hartung nannte dies einen Skandal. Der ehemalige VW-Chef-Historiker Manfred Grieger sagte zum Thema, dass die Stadt Wolfsburg mit derartigen Befunden aus der Zeit des Nationalsozialismus hätte rechnen müssen und: „Die Umsiedlung von Teilen eines Konzentrationslagers ist in der modernen Geschichte einmalig und nicht angemessen.“ Kritik gab es darüber hinaus zum Standort des geplanten Gedenk- und Lernortes zwischen einem Discountladen und einer Tankstelle, die auch Manfred Grieger teilt.

## Historische Bewertung
Zum System des KZ-Neuengamme gehörten etwa 90 KZ-Außenlager, die überwiegend in der Mitte des Zweiten Weltkriegs in den industriellen Ballungszentren Norddeutschlands entstanden sind. Diese waren durch das SS-Wirtschaftsverwaltungshauptamt eng in die Kriegswirtschaft einbezogen. Gerade Wolfsburg steht dafür in exemplarischer Weise, da hier schon 1942 das betriebliche KZ Arbeitsdorf bei Volkswagen entstand. Der Einsatz von KZ-Häftlingen im VW-Werk wurde von der VW-Unternehmensleitung und der SS bereits im selben Jahr (1942) als nicht weiterführbar erachtet, trotzdem wurde anderthalb Jahre später (1944) das KZ-Außenlager Laagberg errichtet.
Der NS-Historiker Marcel Glaser von der Universität Kassel ordnete die Entstehungs- und Alltagsgeschichte des KZ-Außenlagers Laagberg in die Geschichte der „Stadt des KdF-Wagens“ ein und betonte die Symbolkraft des KZ-Lagers. Es sei ein exemplarischer Ausdruck der Gesellschaft im „Dritten Reich“, einer von „Ausgrenzung, Repression und Hierarchisierung“ geprägten Unterdrückungsgesellschaft. Dafür lege die Baugeschichte der Baracken Zeugnis ab, ebenso wie die Rekrutierungen der KZ-Häftlinge sowie ihre Arbeits- und Lebensbedingungen. Der vom Wolfsburger Stadtrat als Gutachter gehörte Archäologe Michael Geschwinde äußerte, „dass dieser Ort eine Dimension umfasst, die weit über ein solches Denkmal (archäologisches Kulturdenkmal) hinausgeht. Schließlich geht es um die moralische und ethische Verantwortung, die mit diesem Ort verbunden ist.“ Der Historiker Detlef Garbe sprach von einer großen Bedeutung, welche die Geschichte diesem Ort zuweist. Er wies auf die jahrzehntelange Grundlagenforschung zur Vorgeschichte Wolfsburgs, wie auch die ungewöhnlich vielen Erlebnisberichte von überlebenden Opfern des KZ-Außenlagers Laagberg, hin.
Hans Mommsen und Manfred Grieger schreiben zur Mitverantwortung von VW am KZ-Außenlager Laagberg in der Firmengeschichte des Volkswagenwerkes: „Daß der [...] Leitung des Volkswagenwerkes und ihren Vertragsfirmen eine Mitverantwortung [...] zufiel, darf hinter den Verbrechen der SS nicht zurücktreten.“ Diese Aussage der von VW finanzierten Historiker wird kritisch betrachtet: „Worin ganz konkret diese Mitverantwortung bestand und wer persönlich mitverantwortlich war, bleibt offen.“ Der Historiker Dietrich Eichholtz merkt dazu an, dass die Historiker in der Beurteilung der Verantwortlichkeit von VW sich ein „gedankliches und sprachliches Korsett angelegt“ haben.